# Вероятность дефолта
Вероятность дефолта (англ. probability of default) — один из основных параметров кредитного риска, описывающий вероятность дефолта в течение определенного периода времени (обычно 12 месяцев, или до погашения). Вероятность дефолта может измеряться как для отдельного заемщика (частного лица или компании) так и для конкретной ценной бумаги. В случае заемщика, вероятность дефолта связана с событием того что заемщик не сможет полностью исполнить все свои кредитные обязательства. В случае с ценной бумагой, вероятность дефолта связана с событием того что выплаты по этой ценной бумаге в полном объеме будут невозможны.
Вероятность дефолта используется как составная часть оценки кредитного риска при выдаче средств заемщикам или при покупке ценных бумаг. Вместе с уровнем потерь при дефолте и величиной кредитного требования, подверженной риску дефолта, вероятность дефолта является ключевым параметром при расчете необходимого капитала (экономического или регуляторного) финансовых компаний в рамках Базельских соглашений. При этом ожидаемые кредитные убытки в простом случае рассчитываются как произведение вероятности дефолта, процента невозврата, и экспозиции во время дефолта.

## Два типа вероятности дефолта
В зависимости от решаемых задач оценки кредитного риска, используют либо текущую вероятность (англ. point-in-time) дефолта, которая зависит от конкретного этапа экономического цикла, либо усредненную вероятность за время всего экономического цикла (англ. through-the-cycle).

## Оценка вероятности дефолта
Существует много способов оценки вероятности дефолта. Вероятность дефолта можно оценить на основе исторической информации о фактических дефолтах. Вероятность дефолта также можно оценить на основе наблюдаемых цен кредитных дефолтных свопов, облигаций и опционов на обыкновенные акции.
Самый простой подход, используемый финансовыми учреждениями для оценки вероятности дефолта больших компаний, заключается в использовании услуг внешних рейтинговых агентств, таких как Standard and Poor's, Fitch, или Moody's. Рейтинги, которые агентства присваивают компаниям, напрямую связаны с вероятностью дефолта. В случае малого бизнеса или индивидуальных займов, статистические методы или методы науки о данных на основе базы исторических данных о дефолтах являются наиболее распространенными методами оценки вероятности дефолта. Такие модели разрабатываются как самими финансовыми компаниями так и предлагаются на рынке финансовых услуг. Для индивидуальных займов частных лиц, кредитный рейтинг и история дефолтов являются основными факторами риска при определении вероятности дефолта. Для структурированных финансовых продуктов, вероятность дефолта может быть оценена с помощью модели Мертона и ее расширений.